# Мария Шотландская (фильм)
«Мария Шотландская» (англ. Mary of Scotland) — кинофильм режиссёра Джона Форда, вышедший на экраны в 1936 году. Лента основана на одноимённой пьесе Максвелла Андерсона. Фильм получил специальное упоминание на Венецианском кинофестивале.

## Сюжет
Действие происходит в середине XVI века. Мария Стюарт возвращается из Франции в родную Шотландию, чтобы взять управление страной в свои руки. Она сразу же сталкивается с серьёзными трудностями. Местные лорды не слишком довольны появлению законной королевы, реформатор шотландской церкви Джон Нокс возмущён её нежеланием отказаться от католицизма, к тому же английская правительница Елизавета I, опасающаяся претензий Марии на английскую корону, начинает плести против неё интриги. Самой надежной опорой Марии становится граф Ботвелл, вскоре между ними возникает романтическое чувство…

## В ролях
- Кэтрин Хепбёрн — Мария Стюарт
- Фредерик Марч — Ботвелл
- Флоренс Элдридж — Елизавета Тюдор
- Дуглас Уолтон — Дарнли
- Джон Кэррадайн — Давид Риччо
- Роберт Бэррат — Мортон
- Гэвин Мьюр — Лестер
- Ян Кейт — Морэй
- Морони Олсен — Джон Нокс
- Фрида Инескорт — Мэри Битон
- Дорис Ллойд — жена рыбака
- Молли Ламонт — Мэри Ливингстон
- Роберт Уорик — сэр Фрэнсис Ноллис
- Найджел Де Брулир — судья